# Route nationale 200 (Turquie)
Pour les articles homonymes, voir D200 et Route nationale 200 (homonymie).
La route nationale D.200 est une route nationale  majeure en Turquie.

## Description
La D.200 est orientée d'ouest en est. 
Elle part de Çanakkale, dans le détroit des Dardanelles, prolongeant la D.550, et se termine à 10 kilomètres à l'ouest de Refahiye, dans la province d'Erzincan, en rencontrant la D.100 qui continue jusqu'à la frontière entre l'Iran et la Turquie. 
Elle s'étend d'ouest en est en traversant Balikesir, Bursa, İnegöl, Eskişehir, la capitale Ankara, Kırıkkale, Yozgat, Sivas et Zara jusqu'à la route D.100.
Avec la D.010, la D.100, la D.300 et la D.400, la D.200 est l'un des grands axes ouest-est de ce pays. 
De Çanakkale à la région d'Ankara, elle fait partie de la route européenne 90 et, plus loin, de la route européenne 88. Elle fait également partie de la route asiatique 1 et de la route asiatique 87.
Au col de Kızıldağ (tr) entre İmranlı et Refahiye, la D.200 atteint une altitude de 2150 mètres. 
D'une longueur de 607 mètres,  le tunnel de Mezit entre İnegöl et Bozüyük est le seul tunnel de la route.

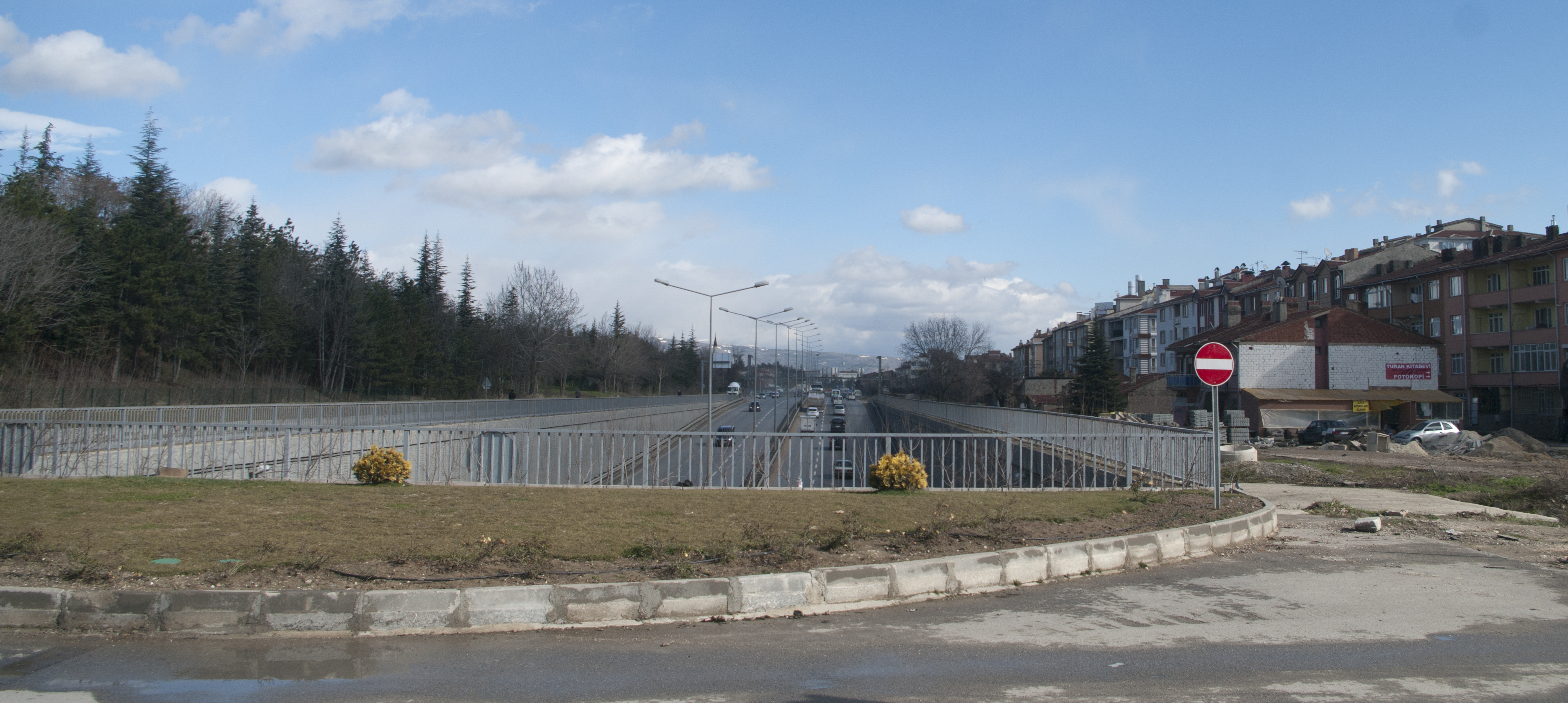
La D.200 à Eskişehir.

## Tracé
| Km      | Villes    | Carte interactive |
| ------- | --------- | ----------------- |
| 0 km    | Çanakkale |                   |
| 166 km  | Bandırma  |                   |
| 209 km  | Karacabey |                   |
| 278 km  | Bursa     |                   |
| 323 km  | İnegöl    |                   |
| 382 km  | Bozüyük   |                   |
| 427 km  | Eskişehir |                   |
| 583 km  | Polatlı   |                   |
| 660 km  | Ankara    |                   |
| 701 km  | Elmadağ   |                   |
| 731 km  | Kırıkkale |                   |
| 752 km  | Balışeyh  |                   |
| 872 km  | Yozgat    |                   |
| 906 km  | Sorgun    |                   |
| 1050 km | Yıldızeli |                   |
| 1096 km | Sivas     |                   |
| 1261 km | Refahiye  |                   |

## Voir  aussi